# Kleine Wümme
Die Kleine Wümme ist ein linker Zufluss der Wümme in Bremen. Ihr Flusslauf wurde schon seit dem 12. Jahrhundert durch die landwirtschaftliche Erschließung des Hollerlandes verändert. Mit der Wohnbebauung der Vahr im 20. Jahrhundert schließlich gingen Teile des Verlaufs in der Kanalisation auf. An anderen Stellen wurden neue Fleete angelegt. Der gleich gebliebene Teil der kleinen Wümme zwischen Horn-Lehe und der (großen) Wümme wäre ohne die auf das 13. Jahrhundert zurückgehenden Siele im Wümmedeich ein Tidengewässer. Heute regelt der Bremische Deichverband am rechten Weserufer Wasserstände und Strömungen.

## Flusslauf

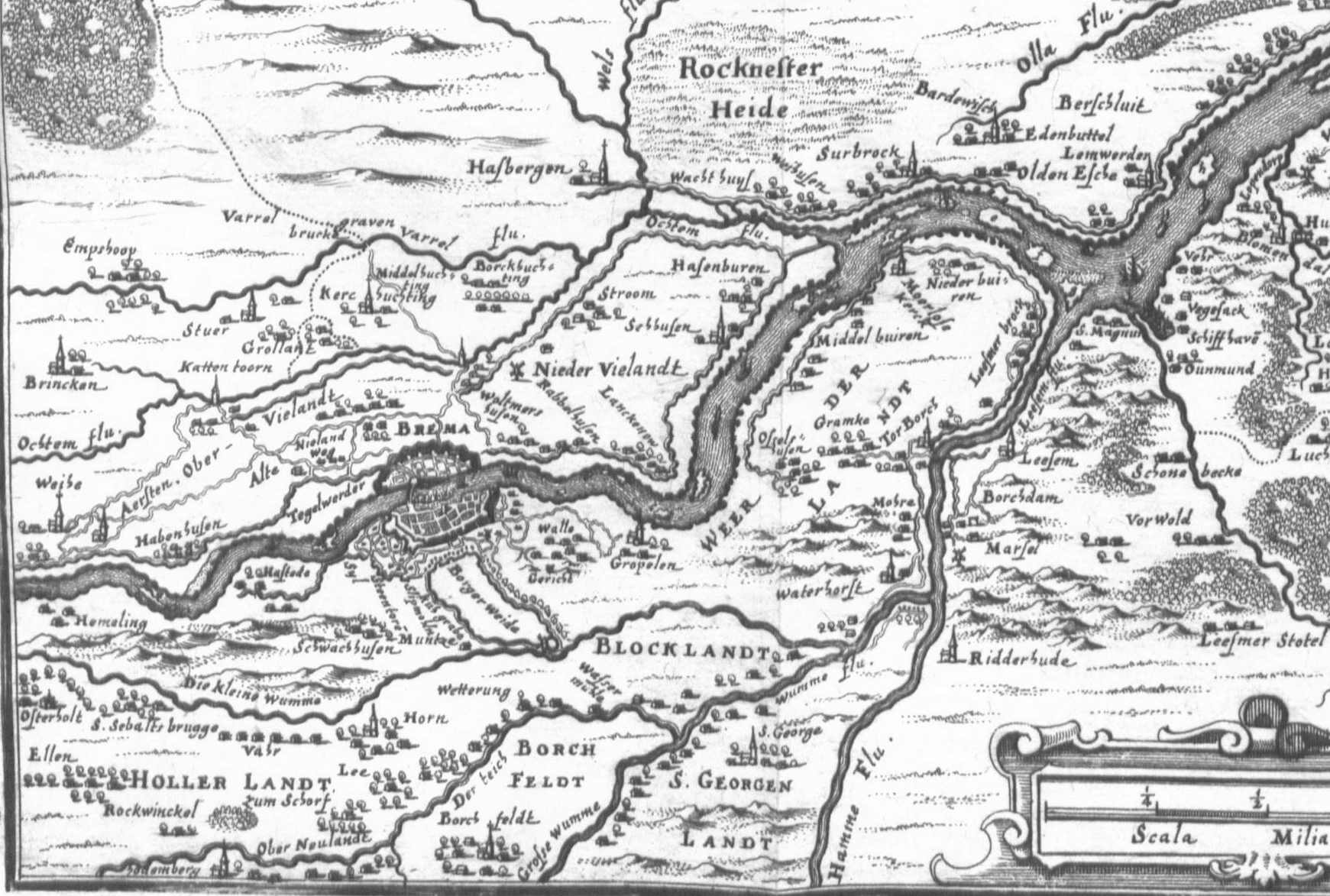
Bremer Umland mit Kleiner Wümme um 1645,
oben = 240°. Die Lage zu Osterholt, S. Sebalds Brugge, Vahr und Horn entspricht dem südlichen Oberlauf.

### Oberlauf

#### 17. Jahrhundert
In einer Darstellung der  Unterweser um 1648 fließt die Kleine Wümme südwestlich an Osterholz, der Vahr und Horn vorbei. Der geschlängelte Verlauf deutet darauf hin, dass noch keine Begradigungen gab. Der Kuhgraben führte aus Bremen hinter den Deich der Kleinen Wümme, ohne dass es eine Verbindung gab.

#### 19. Jahrhundert: zwei Oberläufe
Seit spätestens 1764 war der Flusslauf teilweise kanalisiert. In der  Landkarte von 1798 gibt es zwei Oberläufe:
- Der südliche begann im heutige Holter Fleet beim alten Ortskern von Osterholz. Weiter verlief er neben der Holter Straße (heute Sebaldsbrücker Heerstraße). Nach der Sebaldsbrücke, die Osterholz  mit der Vahr verband, folgte das Gewässer der Vahrer Landwehr (heute Vahrer Straße, In der Vahr und Bürgermeister-Spitta-Allee), wo es in der Karte des Dorfes Hastede von 1804 als Kleine Wümme eingetragen ist. Der folgende Abschnitt ist heute unter der Villenbebauung um die Straße Alten Eichen verschwunden.
- Der nördliche Oberlauf entsprang im Norden des heutigen Osterholzer Friedhofs und floss als begradigtes Fleet entlang des Achterdiek und der Achterstraße, zu der damals auch die heutige Berckstraße zählte.

Beide Oberläufe vereinigten sich westlich der Horner Kirche.

#### 1910er Jahre: ein Oberlauf
Beim Bau des Osterholzer Friedhofs in den 1910er Jahren wurde ein Kanal gebaut, durch den der südliche Oberlauf in den nördlichen Oberlauf geleitet wurde. Dies ist seitdem der Beginn der Kleinen Wümme.
Der alte südliche Oberlauf wurde an zwei Stellen zugeschüttet:
- Entlang der Sebaldsbrücker Heerstraße. Auf dem so entstandenen Seitenstreifen fuhe ab 1920 die Linie 12 der Bremen Straßenbahn (Sebaldsbrück - Osterholzer Friedhof). Sie wurde 1952 eingestellt.[3]
- Auf dem kurzen Stück bei Wätjens Schloss in Horn. Das Schloss wurde bald darauf abgerissen, und noch in den 1920er Jahren entstand die Straße Alten Eichen.

#### 1930er Jahre: Bau der Autobahn
Mit dem Bau der sog. Blocklandautobahn zwischen den Anschlussstellen Bremen Ost (heute Bremen-Sebaldsbrück) und Lesum 1933 bis 1937 wurde der nördliche Oberlauf beim Schorf (vormals östlicher Teil der Berck- bzw. Achterstraße) durchtrennt und das parallel laufende Fleet am Achterdiek bei der Autobahnabfahrt Bremen-Mitte (heute Bremen-Vahr) angelegt. Als Ersatz wurde ein neues Fleet westlich neben der Autobahntrasse vom Achterdiek oberhalb zur Berckstraße unterhalb verlegt.

#### 1950er Jahre: Heufeldsfleet
Anfang der 1950er Jahre wurde die Verbindung vom Holter Fleet zur Verknüpfungsstelle des Heufeldsfleets mit dem Fleet am Achterdiek hergestellt. So entstand ein neuer Oberlauf der Wümme von Alt-Osterholz zur Berckstraße.

#### 1970er Jahre: Rhododendronpark
In den 1960er Jahren wurde die Verlegung des Abschnitts an der Berckstraße in den Rhododendronpark vorbereitet. Ein dafür benötigter etwa 250 m langer Stahlbetonkanal unter dem Grundstück der Horner Schule war im Dezember 1966 bereits fertiggestellt, die anschließende Unterquerung der Horner Heerstraße sollte im Frühjahr 1967 begonnen werden. Anschließend, vielleicht auch erst nach 1972, wurde ein neues Flussbett durch den Rhododendronpark gegraben. Den Abschluss fanden die Arbeiten mit der Zuschüttung des alten Flussarm neben der Berckstraße 1975 und dem Abriss der Horner Brücke, die die Horner Heerstraße darüber geführt hatte.

#### Heutiger Oberlauf
Das Holter Fleet hat heutzutage eine Pseudobifurkation: Östlich seines Scheitelbereichs in der Nähe der Straße Ehlersdamm fließt es in Richtung Osterholzer Landwehr, und westlich zur Südwestecke des Osterholzer Friedhofs. Nach Unterquerung der Sebaldsbrücker-/Osterholzer Heerstraße wird es zur Kleinen Wümme und fließt am Westrand des Friedhofs nach Norden. Vor 200 Jahren war hier weder ein Friedhof noch ein Fleet. Das Vahrer Fleet ist also nicht mehr Teil der Kleinen Wümme. Von der Ludwig-Roselius-Allee bis zur Autobahnauffahrt Bremen-Vahr verläuft sie neben dem Achterdiek, hier ist das Fleet alt. Der nächste Gewässerabschnitt, westlich neben der Autobahn, ist nicht älter als diese. Dann fließt die Kleine Wümme in Form eines recht neuen, schnurgeraden Fleets in Ost-West-Richtung durch den Botanischen Garten und Allmerspark. Vom Schulzentrum Ronzelenstraße bis zur Horner Heerstraße unterirdisch geführt, fließt sie südlich der Horner Kirche zum alten Vereinigungspunkt. Das Erkennen des heutigen Flusslaufs im amtlichen Stadtplan ist dadurch erschwert, dass einige Fließrichtungen falsch markiert sind.

### Mittellauf
Wieder zutage tritt die Kleine Wümme bei der Horner Kirche. Danach ist sie, wie schon auf der  Landkarte von 1798, entlang von Achterstraße und Wetterungsweg (um 1800 noch zur Achterstraße gerechnet) stark begradigt. Sie war Teil der Landwehr um das Hollerland. Kurz vor der Unterquerung der Parkallee bei der Munte gibt es am linken Ufer Anleger und Bootshäuser mehrerer Paddel- und Kanuclubs. Beim Wetterungsweg bildet die Kleine Wümme die Grenze zwischen dem historischen Gebiet der Bürgerviehweide und dem Wetterung genannten östlichsten Teil des Blocklandes. Im Bremer Weidebrief wird hier ein Gewässer namens Coclake als hintere Grenze der Weide festgelegt. Der Name lässt auf einen flachen See schließen, darf aber nicht mit Stadtwaldsee (Unisee) verwechselt werden, einer im 20. Jahrhundert beim Autobahnbau entstandenen Sandkuhle.

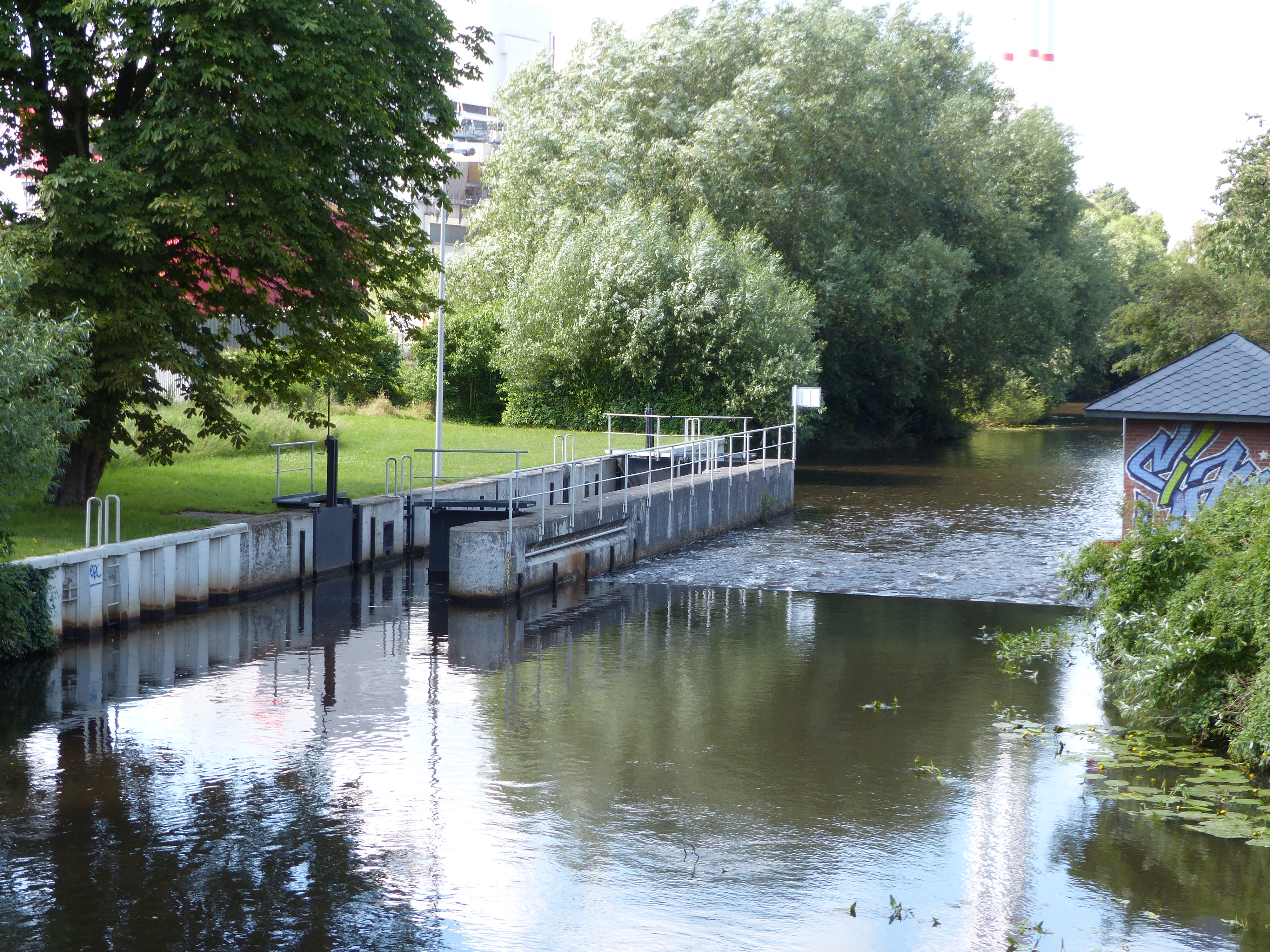
(Neuer) Gehrkenstau zwischen Hochschulring und Müllheizkraftwerk

Stadtwald und Weidedammgebiet am linken Flussufer sind ehemalige Teile der Bürgerweide.
Beim Müllheizkraftwerk läuft die Kleine Wümme über den Gerkenstau. Der lag ursprünglich flussabwärts des Anschlusses der Neuen Semkenfahrt. So war der Neue Torfkanal von der Wümme bis zum Findorffer Torfhafen mit ausreichendem Wasserstand durchgängig befahrbar. Mit der Anlage des Mischwasserzuleiters beim Heizkraftwerk wurde das Wehr allerdings flussaufwärts gelegt, in die Nähe des Hochschulrings. So kann Wasser aus diesem Zuleiter ungehindert zum Schöpfwerk Wasserhorst fließen. Inzwischen hat dieser Zuleiter allerdings nur noch die Funktion eines Überlaufs für Wetterereignisse mit massivem Anfall von Oberflächenwasser. Im Normalbetrieb wird das Abwasser (leider Mischwasser) aus den Bremer Stadtteilen rechts der Weser außer Vegesack und Blumenthal heutzutage unter der Weser hindurch zum Klärwerk Seehausen gepumpt.

### Unterlauf
Jenseits der Autobahn 27 verläuft die Kleine Wümme durch das Blockland und weist hier noch viel von ihrer natürlichen Schlängelung auf. Heutzutage hat sie allerdings in diesem Abschnitt so gut wie keine Strömung mehr. Ihren Windungen folgt zur Rechten seit dem 12. Jahrhundert die Blocklander Hemmstraße und schließlich zur Linken die Waller Straße. Zwischen diesen kleinen Straßen und dem Fluss gibt es Kleingärten und Feldgehölze. Jenseits der Straßen liegen auf Wurten mehrere Bauernhöfe sowie eine nicht mehr bewohnte Wurt.

### Dammsiel

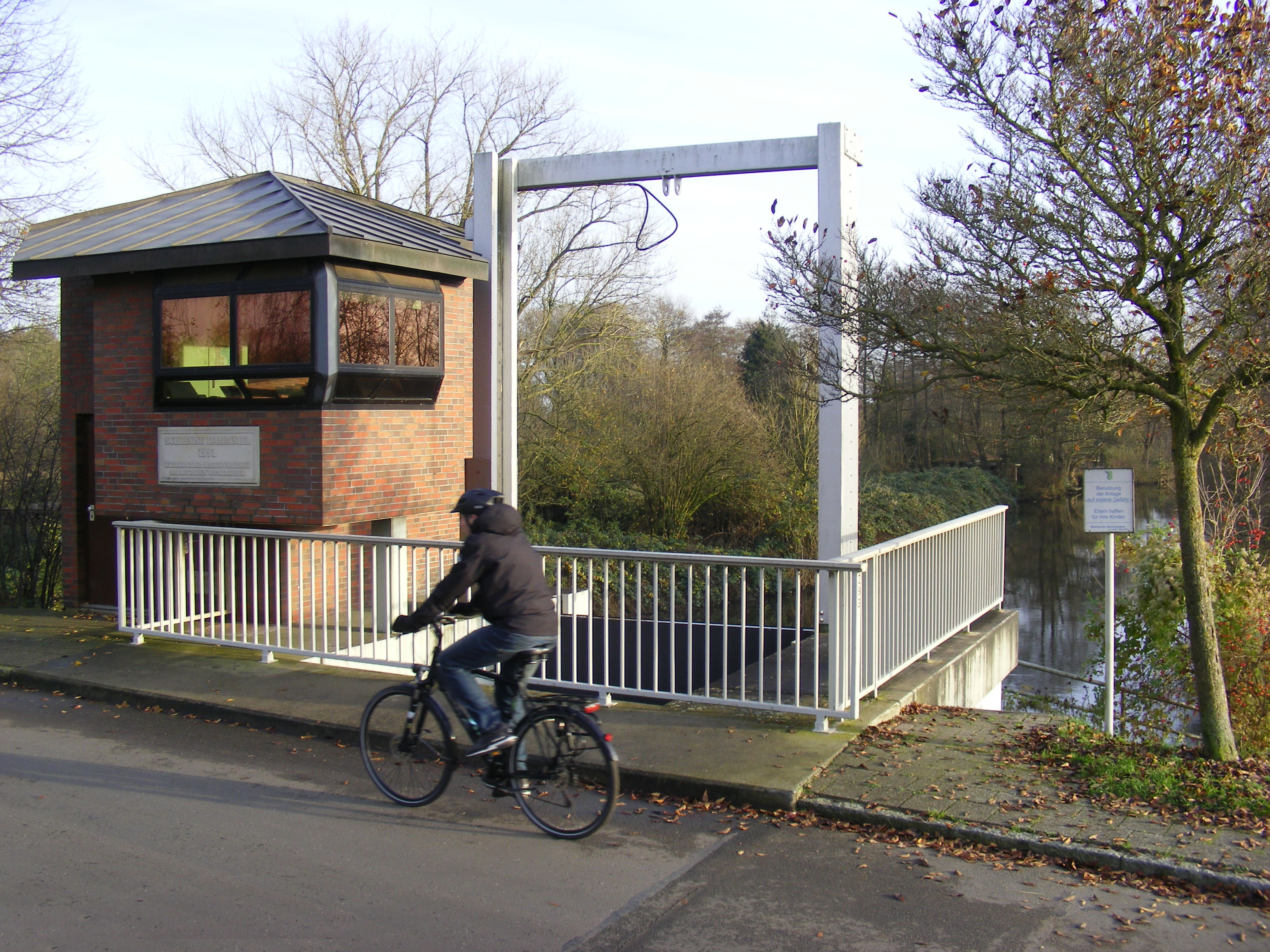
Dammsiel mit Kleiner Wümme hinter dem Deich

An der Mündung der Kleinen Wümme in die Wümme verhindert das Dammsiel das Eindringen der Gezeitenströme und anderer Hochwasser ins Blockland. Seine erste Erwähnung datiert aus dem Jahr 1400. Der von den Sieltoren gesicherte Durchlass waren groß genug für die Kähne, mit denen seinerzeit in der Wümmeniederung der größte Teil des Verkehrs bewältigt wurde. Die Durchfahrt war aber nur bei Ebbe möglich, solange die Sieltore offen standen. Nachdem es mehrfach geschehen war, dass ungeduldige Schiffer bei Wümmehochwasser die Tore aufgebrochen hatten, mit entsprechenden Schäden für die Landwirtschaft, wurde 1808 ein Schiffsüberzug mit Winde und Schlickbahn eingerichtet. 1835 erhielt der Pächter des Überzugs die Erlaubnis, eine Schankwirtschaft zu betreiben.
Als 1896 eine grundlegende Erneuerung des Siels erforderlich wurde, nutzte man die Gelegenheit, eine Schachtschleuse einzubauen. Ihren gegenwärtigen Zustand erhielt die Schleuse 1990/91. Seither hat sie Hubtore und damit keine Sielfunktion mehr. Hydrologisch betrachtet ist die Mündung des Flusssystems der Kleinen Wümme heute also das Schöpfwerk Wasserhorst.

## Zuflüsse und Abflüsse

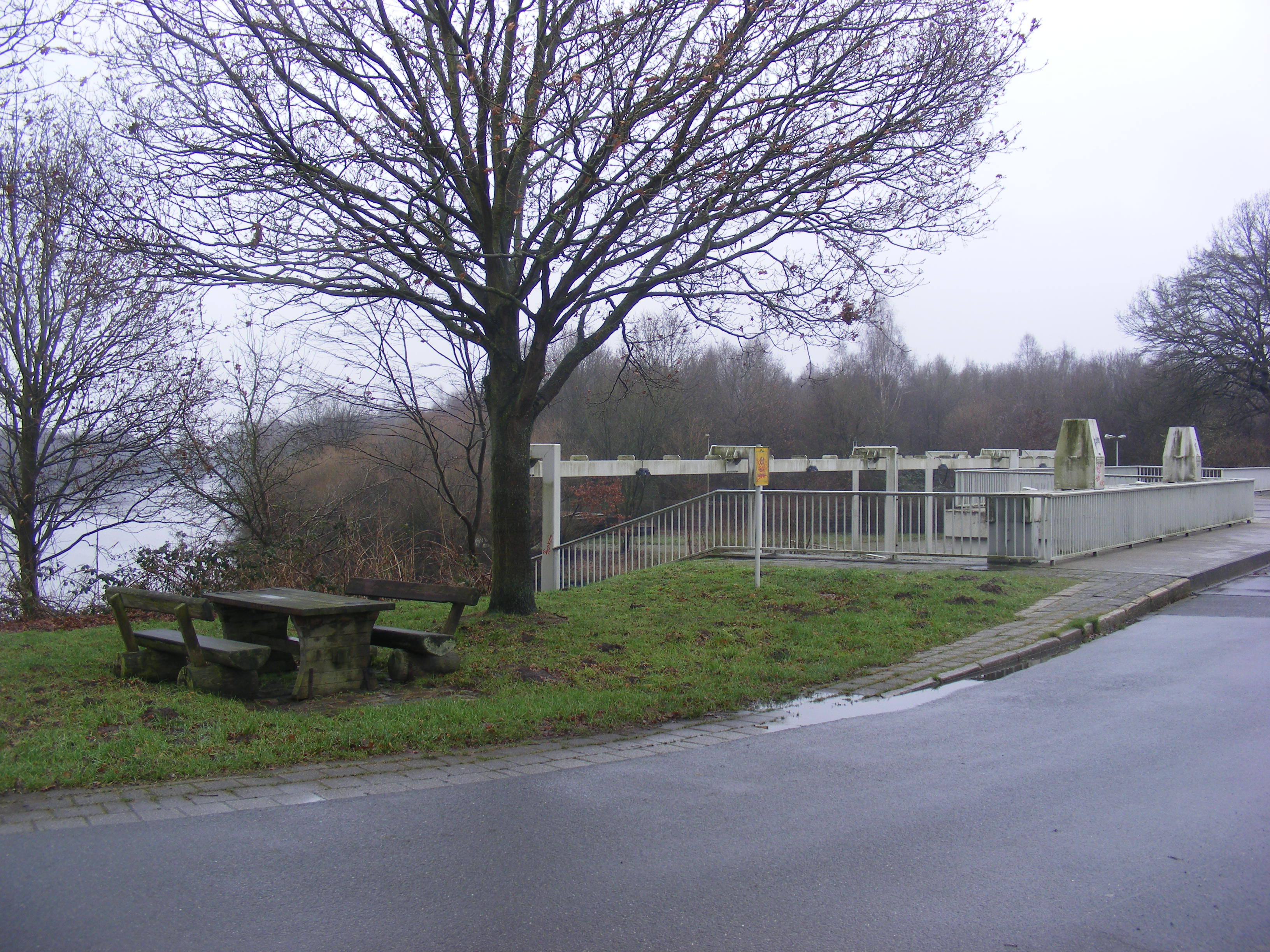
Neues Schöpfwerk Wasserhorst (Bj. 1984 – 1987) mit Maschinenfleet

Zu den linken Zuflüssen gehörte die Gete, an die heute der Straßenname ‚An der Gete‘ erinnert. Erhalten sind das 1824–1826 zum Torfkanal ausgebaute Fleet entlang des Weidedamms und das Waller Fleet (GKZ 494762). Von Osten mündete ein Fleet entlang der ‚Wasserstraße‘ (heute Schorf, Berckstraße und nördlicher Teil der Riensberger Straße) als Vereinigung mehrerer von Südosten nach Nordwesten verlaufender Fleete, die als Mittelkampsfleet, Achterkampsfleet und Rockwinkeler Achterkampsfleet das Gebiet zwischen Vahrer Fleth und Achterndiek, sowie einen Teil der Feldmark zwischen Achterdiek und ‚Rockwinkler Straße‘ (heute ‚R. Heerstraße‘ und ‚R. Landstraße‘) entwässerten, heute das Gebiet von Nedderland, Achterdiekpark, Büropark, Achterdieksee.
Schon seit dem 13. Jahrhundert wurde die Kleine Wümme vom Kuhgraben (1277 ‚Cograve‘) gekreuzt, was sowohl den Zufluss von Weserwasser aus dem Dobben verkürzte als auch den Abfluss in die Wümme durch das Kuhsiel ermöglichte (GKZ 49472). Eine weitere Querverbindung zur Wümme ist seit dem 19. Jahrhundert die (Neue) Semkenfahrt (GKZ 49474).
Die heutige Abzweigung in das Maschinenfleet wurde erst angelegt, als 1862–1864 das Schöpfwerk Wasserhorst gebaut wurde (GKZ = DE: 49492). Funktionell ist das Maschinenfleet aber kein Zweigarm mehr, sondern mit 97,3 % (Durchschnitt von 2002 bis 2013) des Abflusses der eigentliche Unterlauf. Die restlichen 2,7 % wurden vom Schöpfwerk Kuhsiel in die Wümme gepumpt.

## Bilder

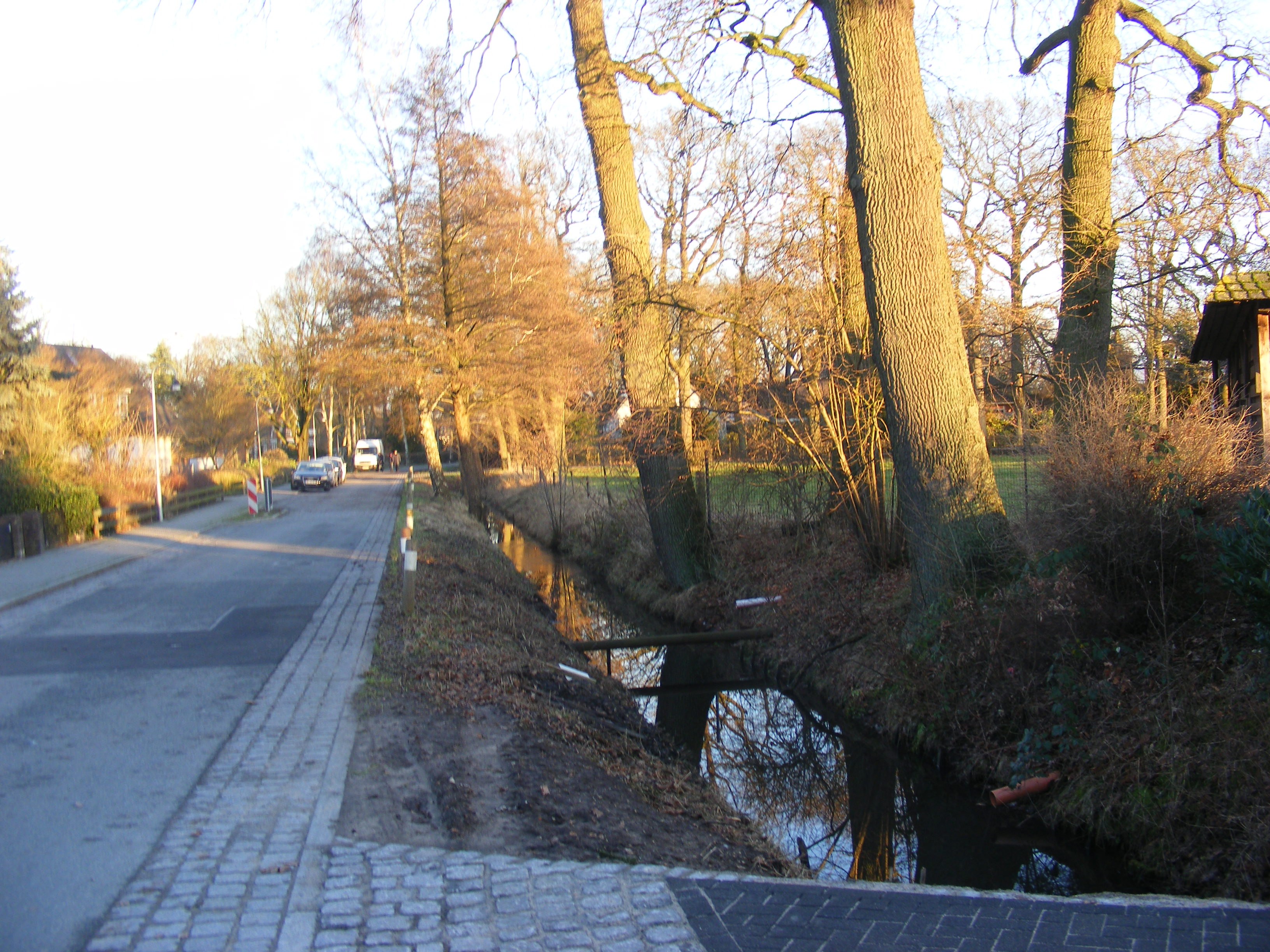
Holter Fleet an der Osterholzer Dorfstraße
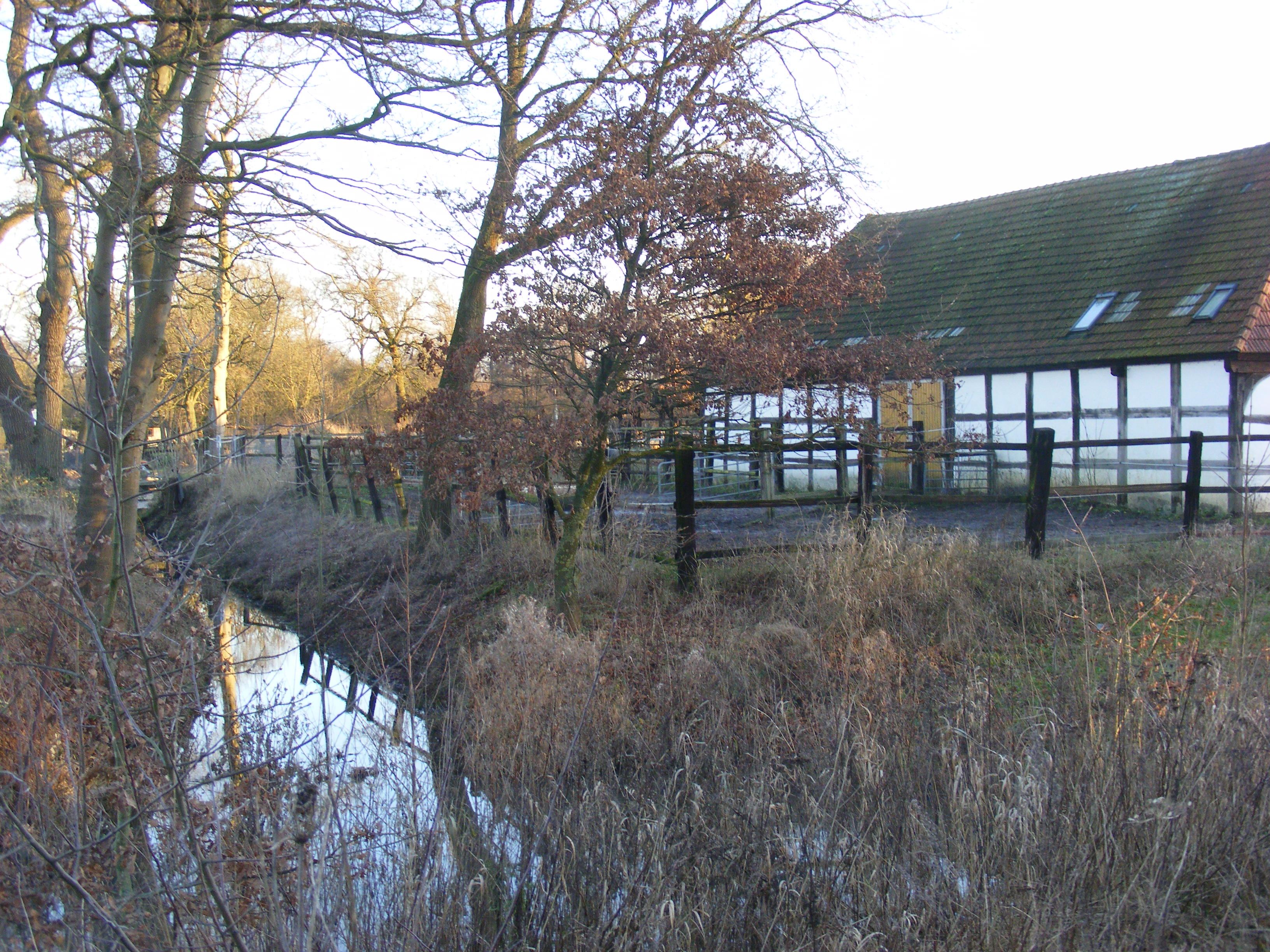
Holter Fleet am Rand von Alt-Osterholz
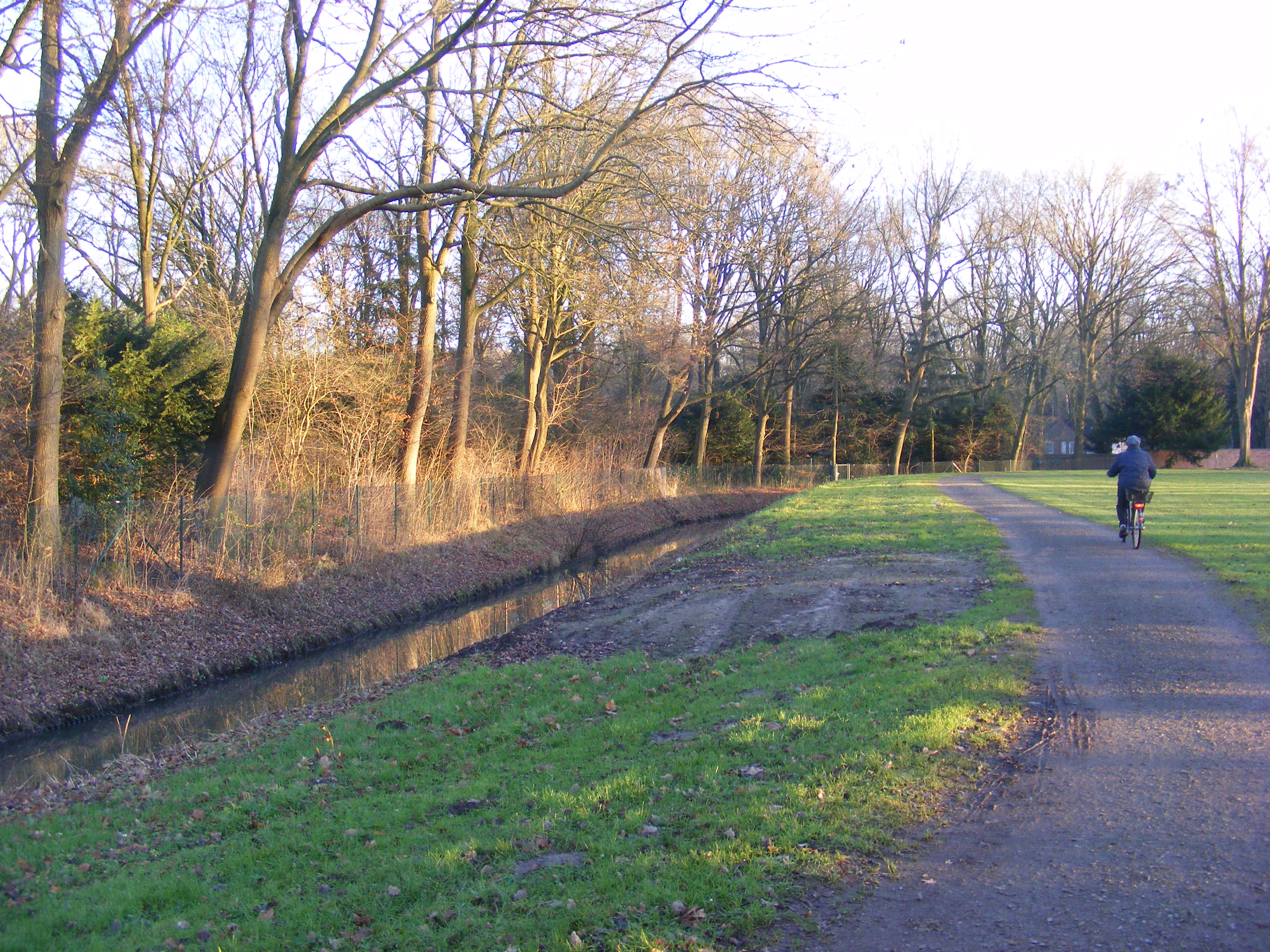
Kleine Wümme am Osterholzer Friedhof
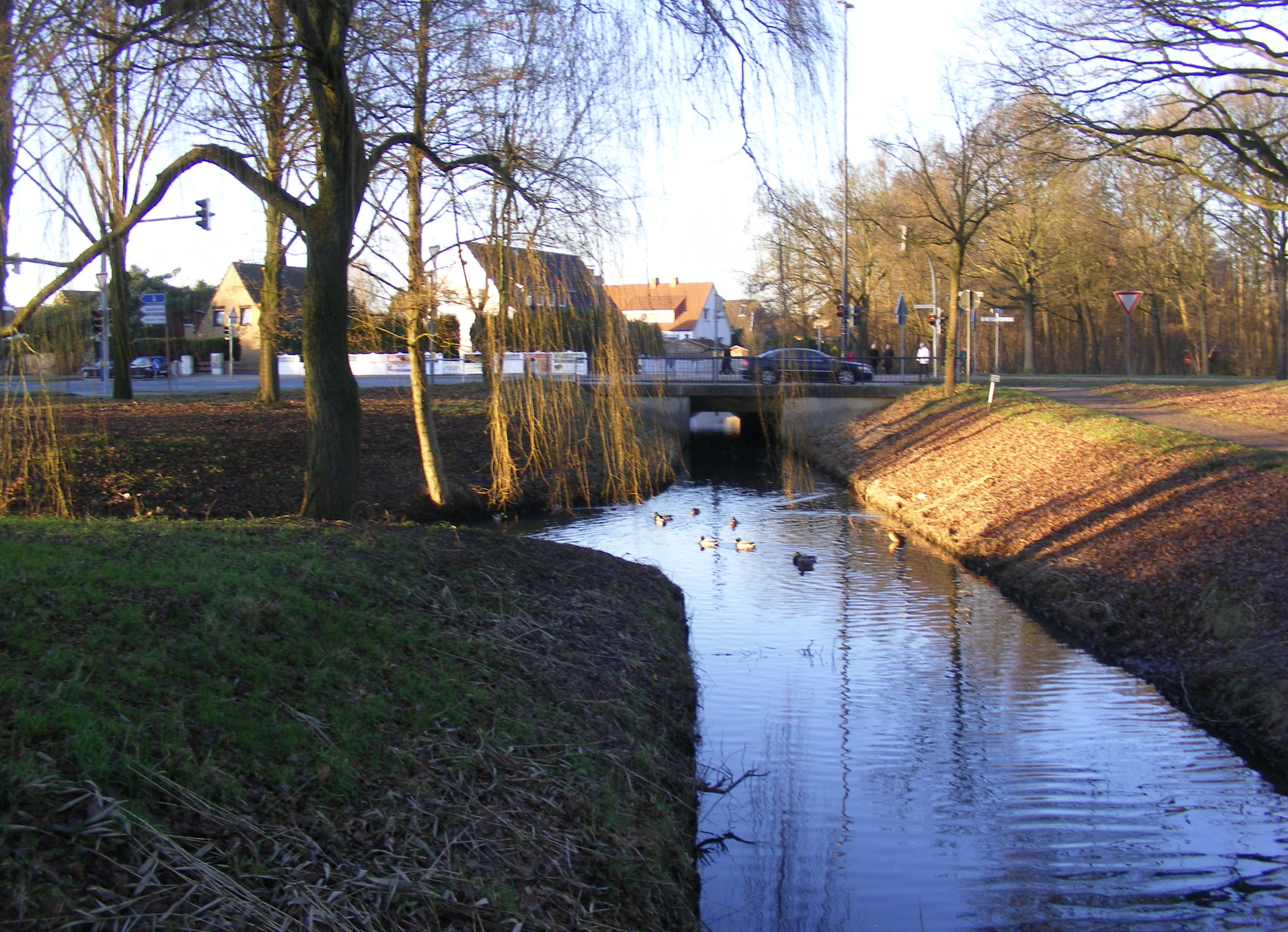
Kleine Wümme vor der Ludwig-Roselius-Allee
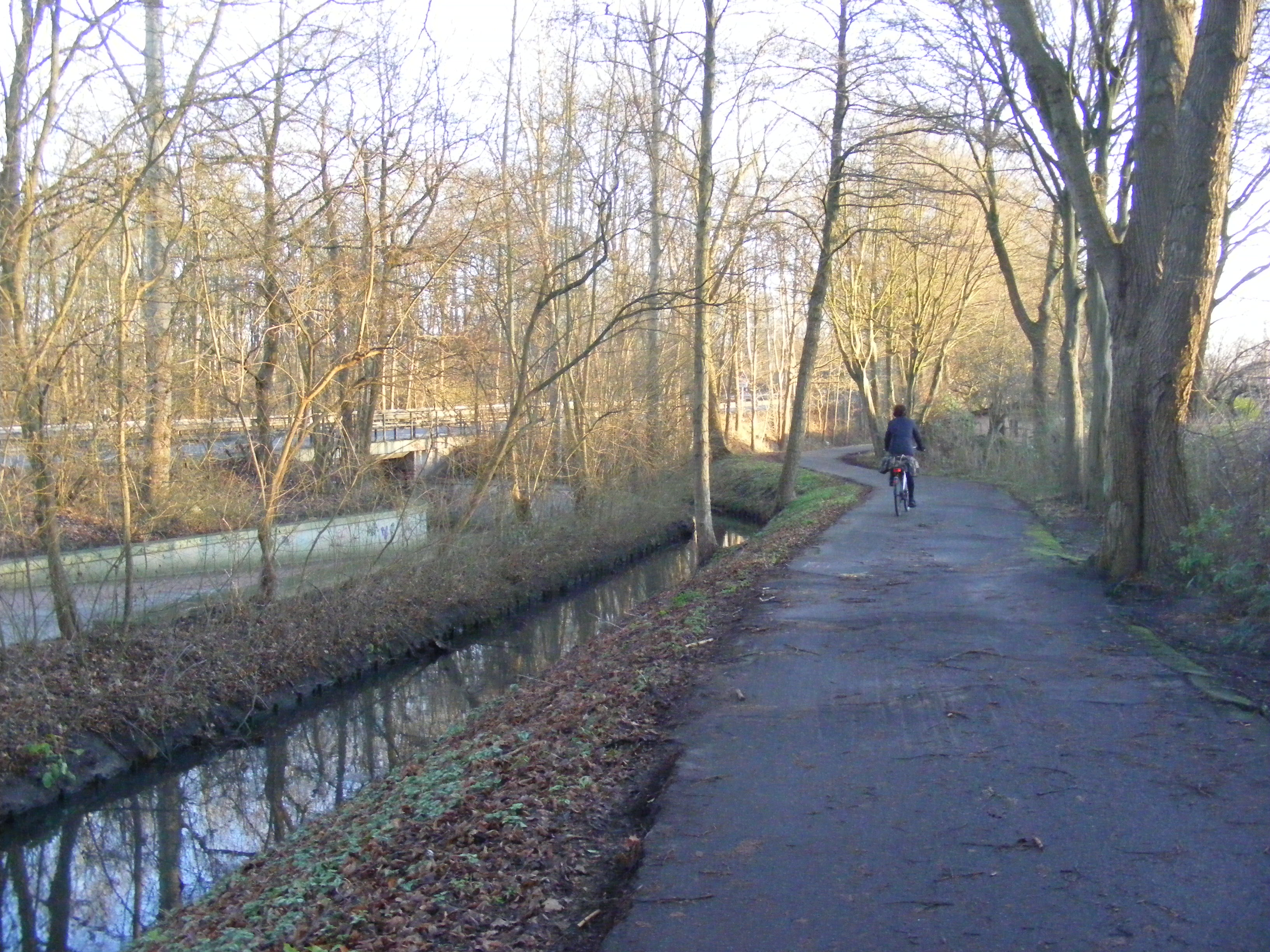
Kleine Wümme und Achterndiek an der A27
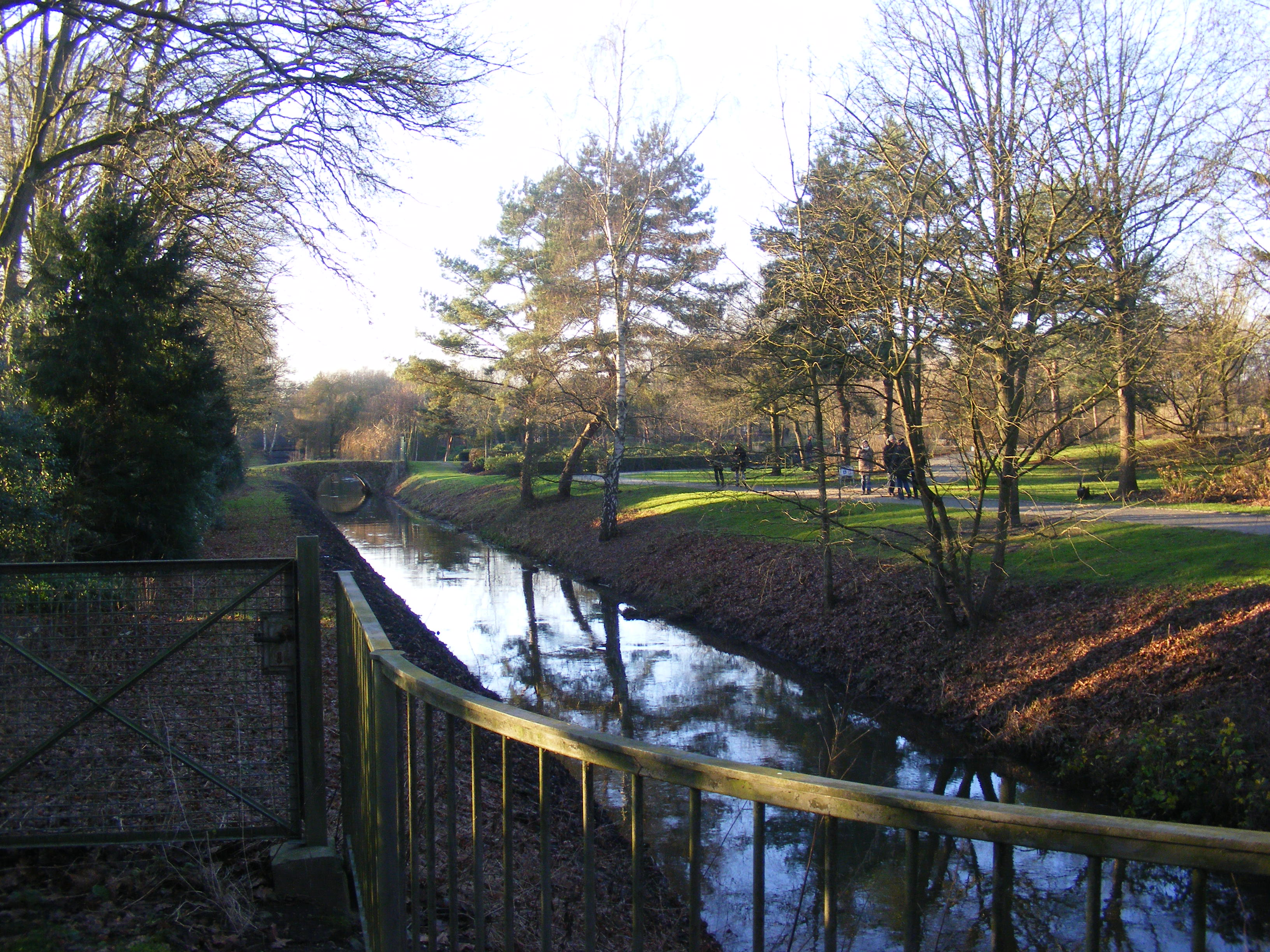
Kleine Wümme am Botanischen Garten
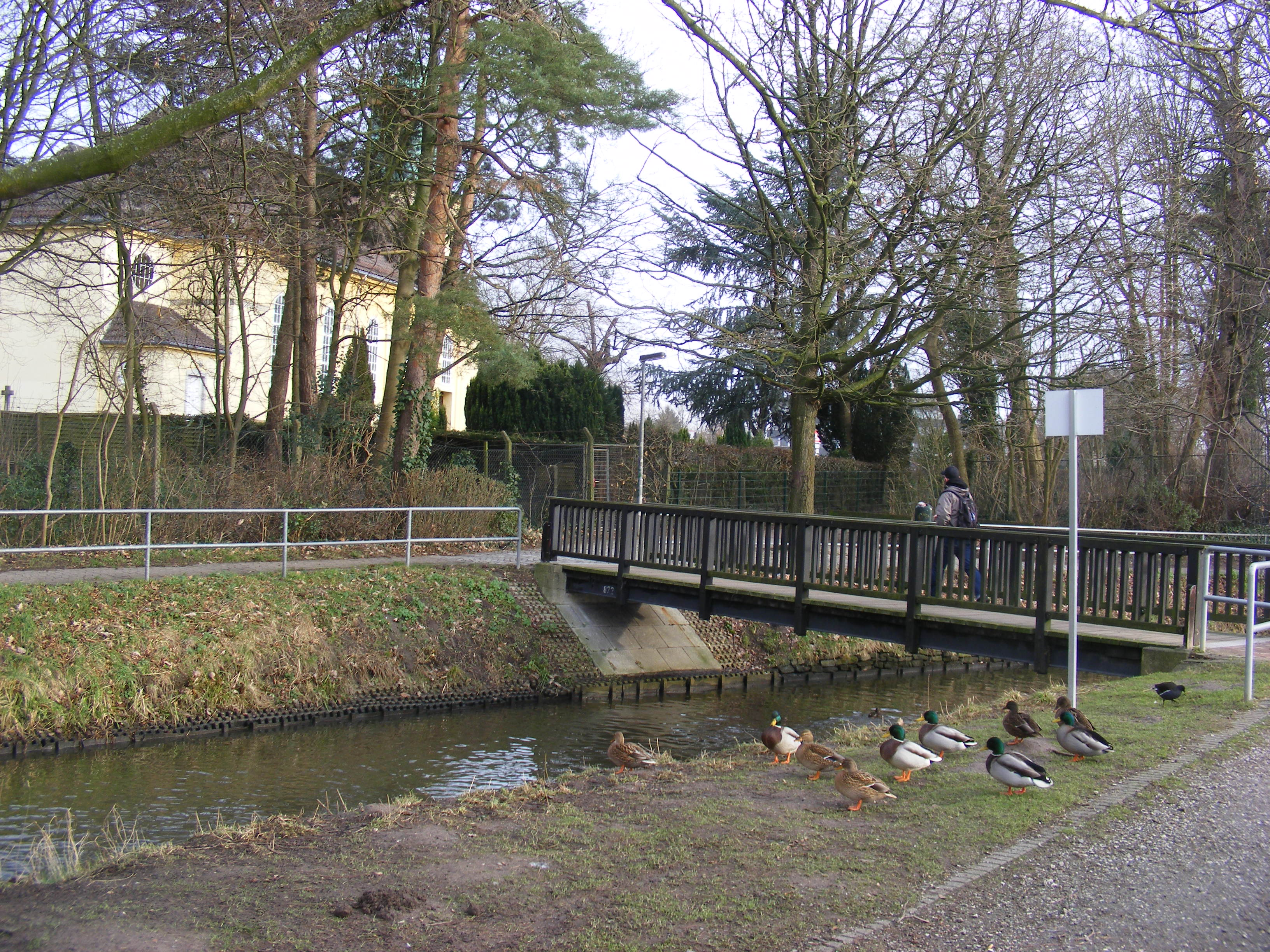
Kleine Wümme hinter der Horner Kirche
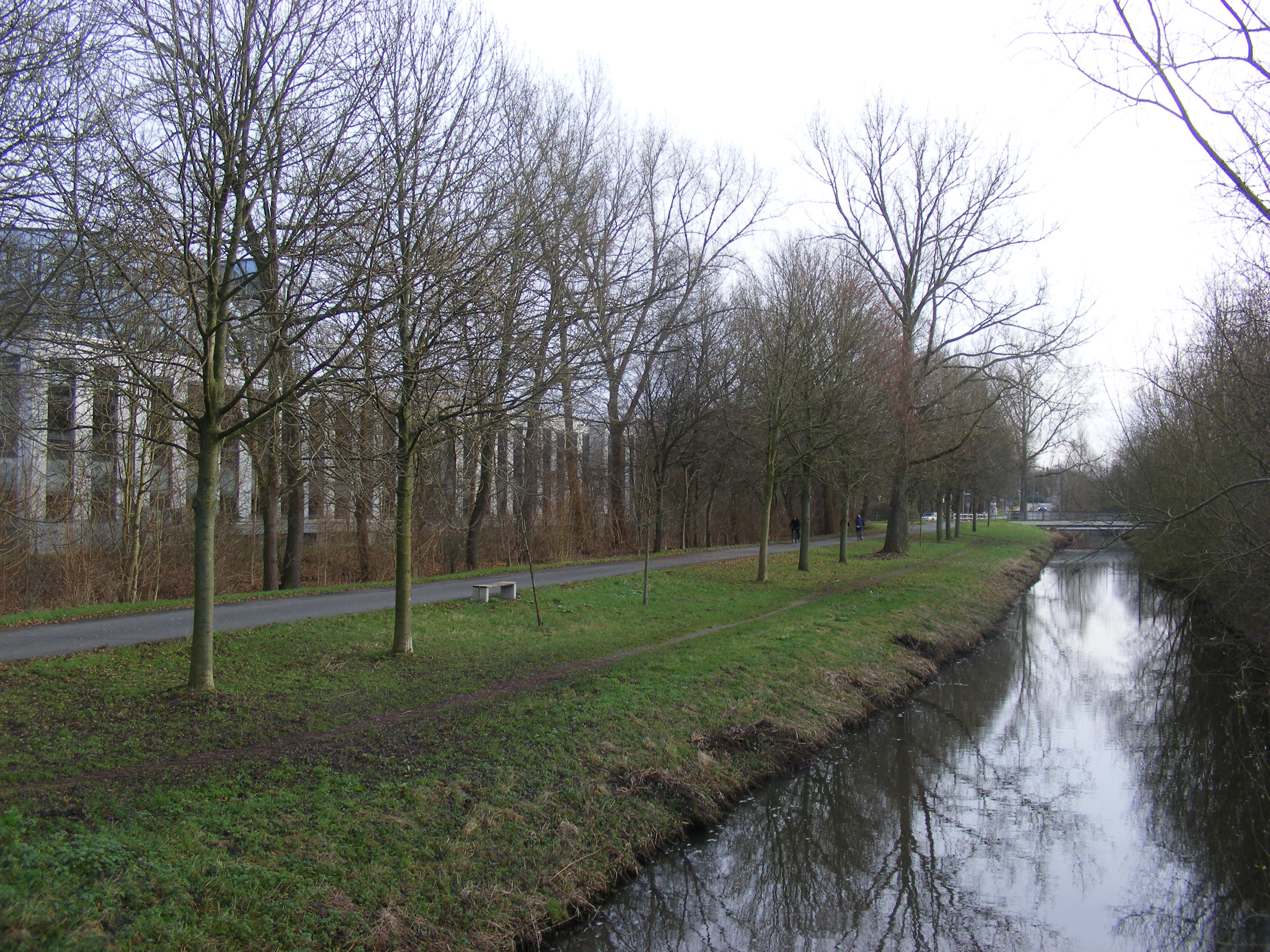
Kleine Wümme an der Achterstraße
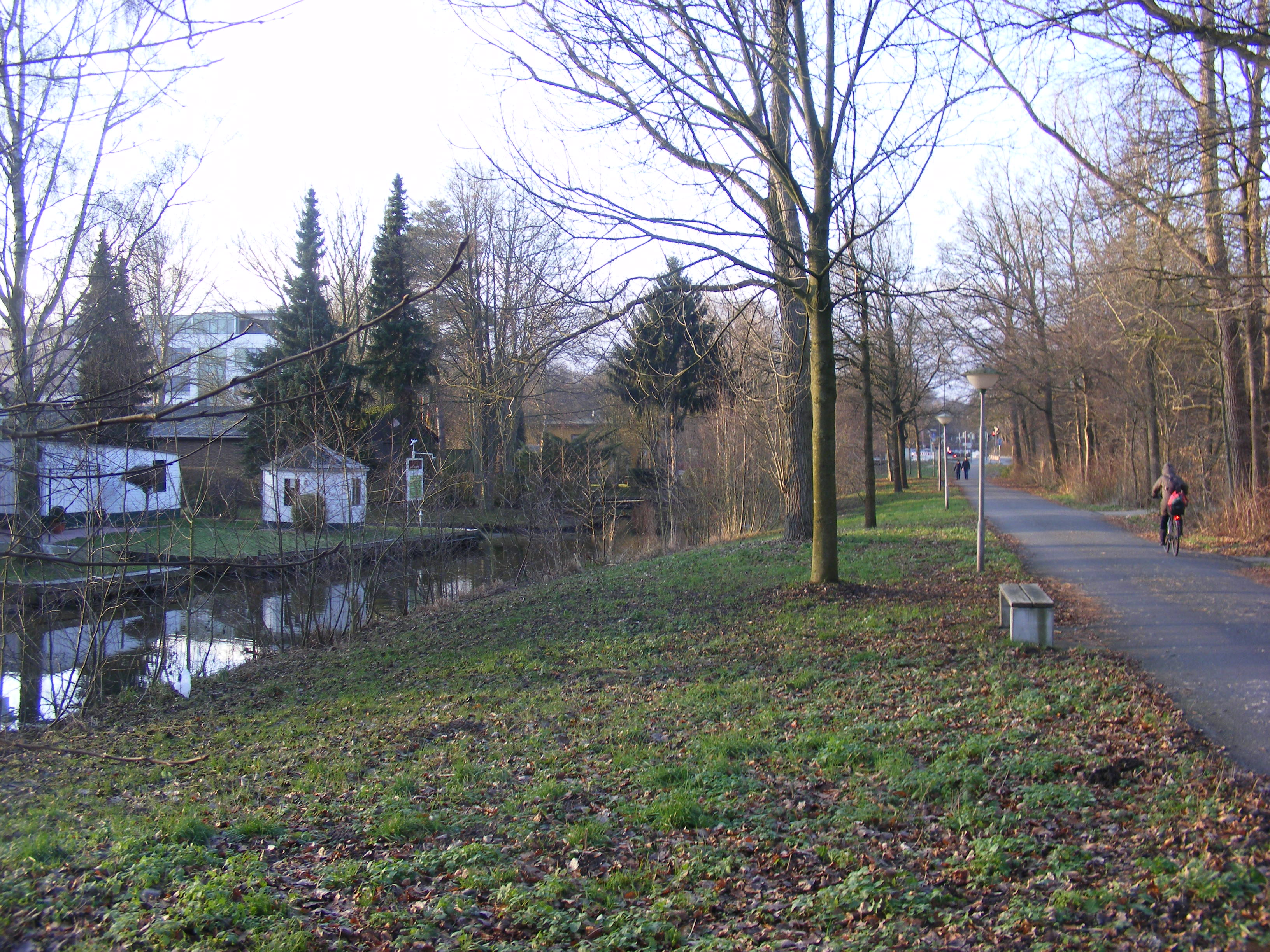
Bootshäuser und Achter- straße bei der Munte
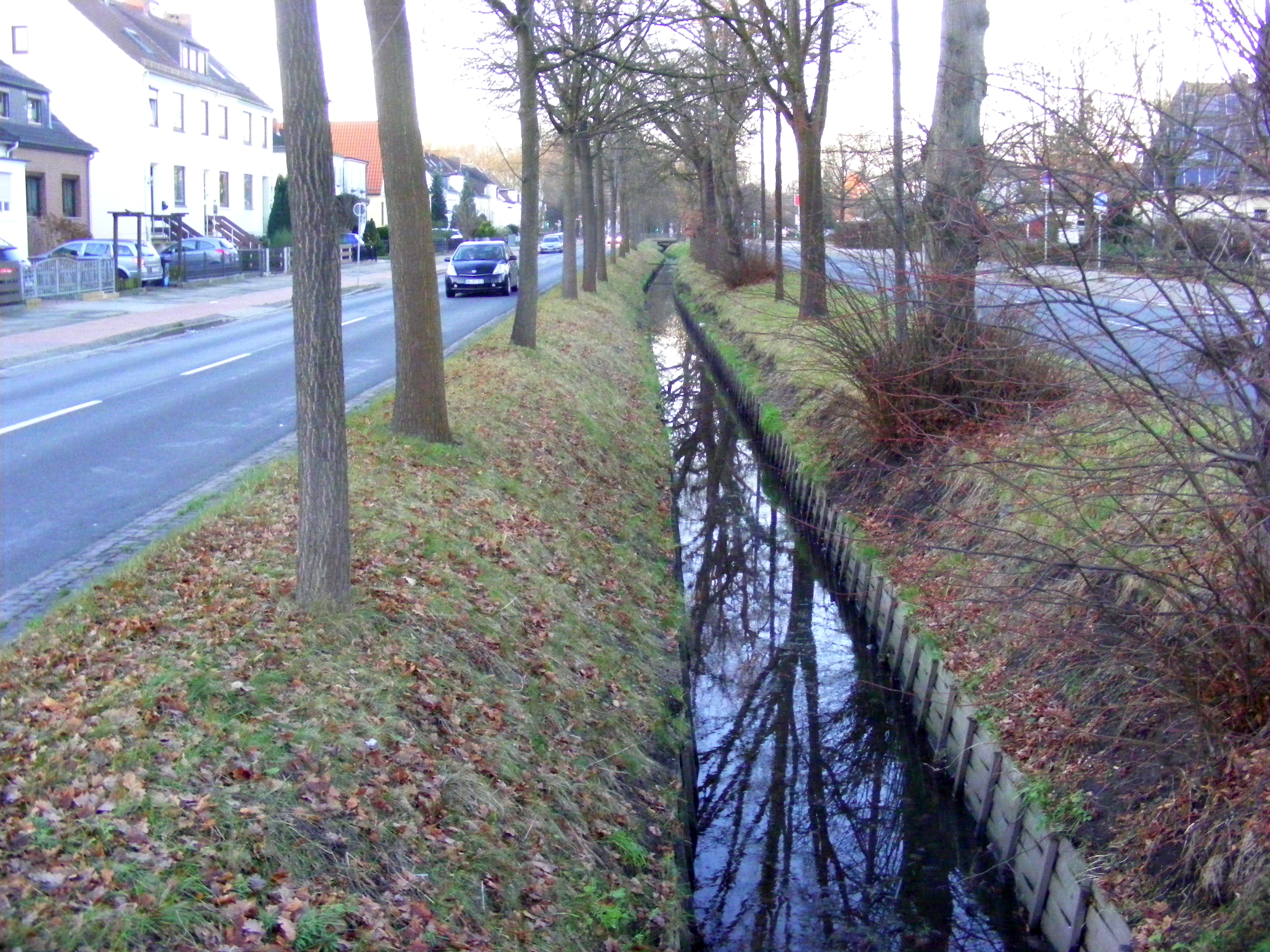
Mittelstreifen der Vahrer Straße mit Vahrer Fleet
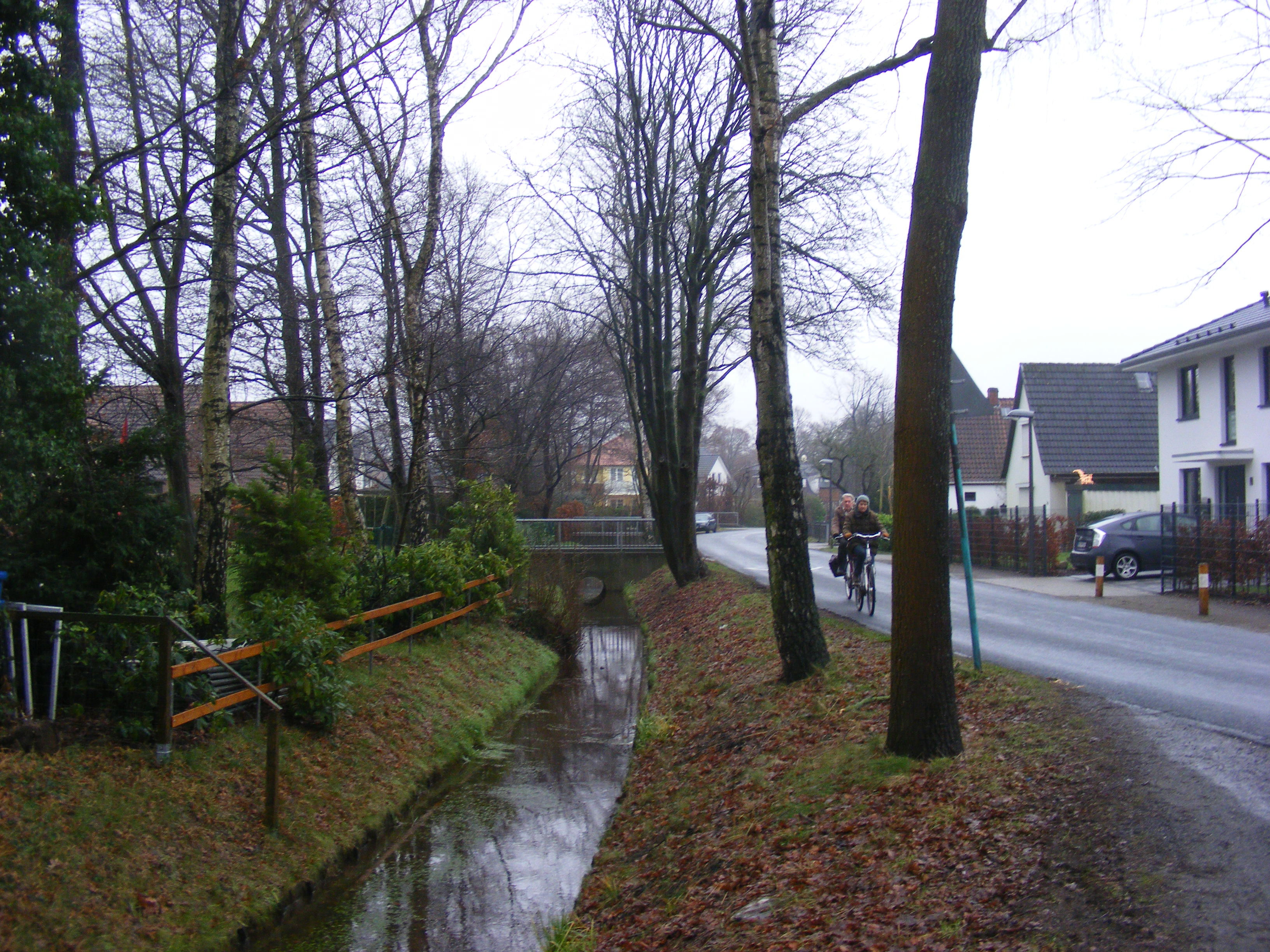
Alte Kleine Wümme am Rotdornpfad
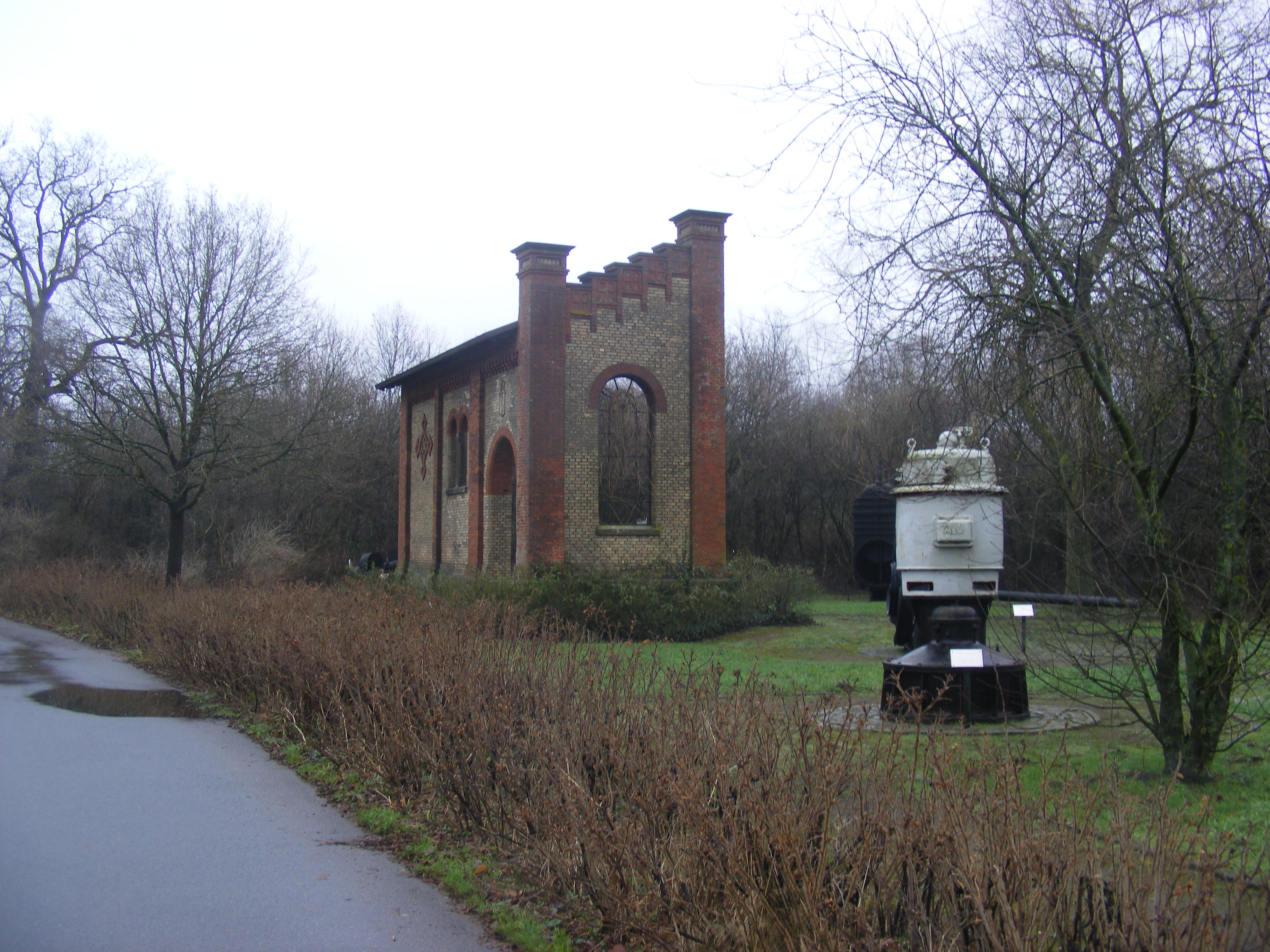
Altes Schöpfwerk Wasserhorst (bis 1987)

## Grundlagen
- Bremische Landesaufnahme 1794 – 1809 von C. A. Heineken, Verfügbar im Staatsarchiv Bremen als Nachdruck: Hans Dörries (Hg.), Bremische Landesvermessung 1790–98:
  - Tafel 14: Karte der Gohgrafschaft Hollerland, 1796
  - Tafel 11: Karte des Dorfes Hastede, 1804
  - Tafel 15: Karte des Dorfes Horn, 1806
  - Tafel 18: Karte des Dorfes Rokwinkel, 1805